# 胶盘耳
胶盘耳（学名：Guepiniopsis buccina）是属于花耳目花耳科胶盘耳属的一种真菌，生长在阔叶树朽木上。该种分布于中国、日本、牙买加、厄瓜多尔、阿根廷、俄罗斯、法国、英国、波兰、美国、爱尔兰、新西兰、意大利、德国、墨西哥、澳大利亚等地。